# Danaus gilippus

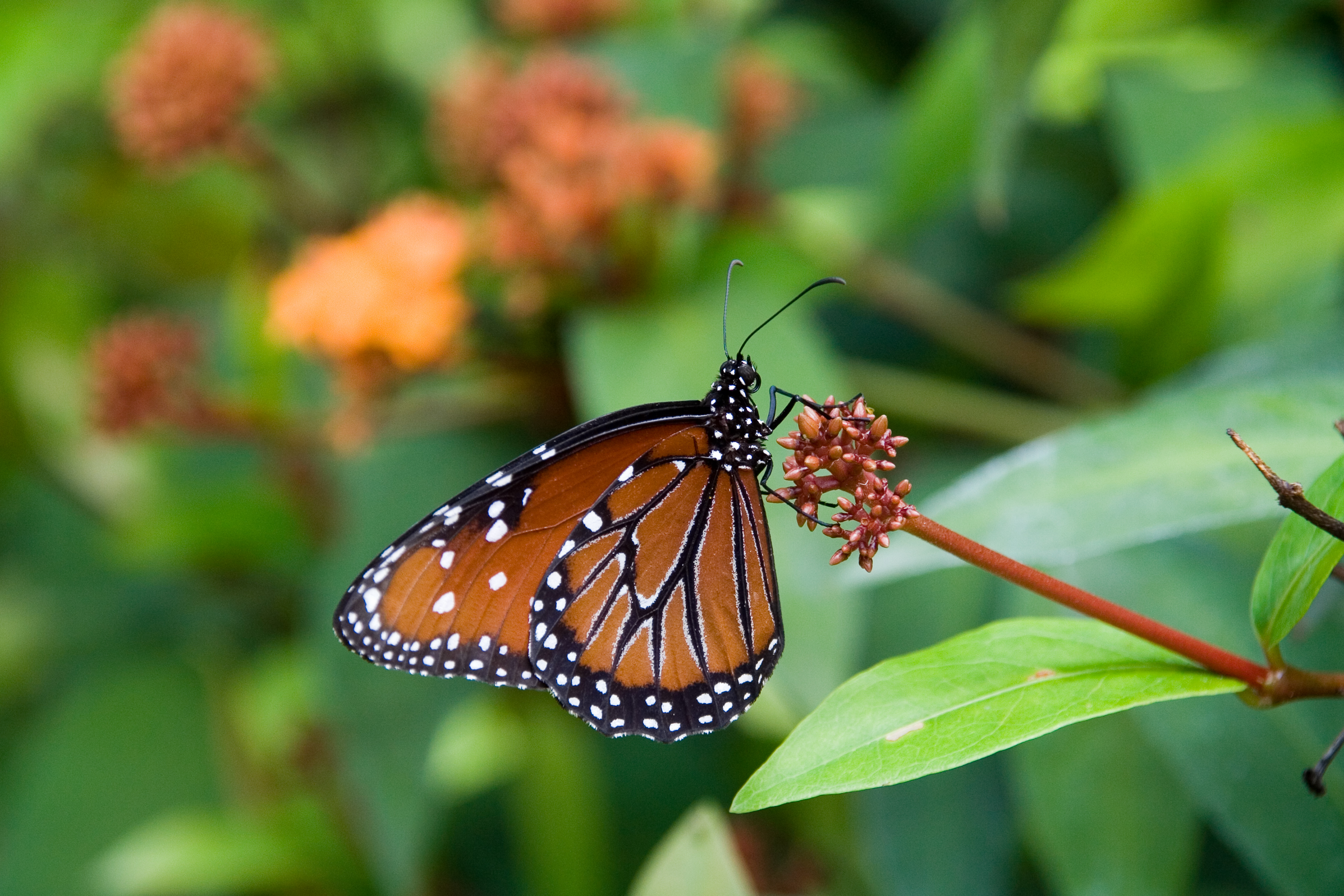
Flügelunterseite von Danaus gilippus

Danaus gilippus ist ein Schmetterling aus der Familie der Edelfalter (Nymphalidae) und sehr eng mit dem Afrikanischen Monarchen (Danaus chrysippus) verwandt. Er ist in Amerika weit verbreitet und häufig.

## Merkmale

### Imago
Danaus gilippus hat eine Vorderflügellänge von 38 bis 46 Millimetern. Die Grundfarbe der Flügel ist rotbraun bis braun. Die Adern mit den Rändern sind dunkelbraunen bis schwarzen. Er unterscheidet sich von Danaus eresimus durch eine Reihe postmedialer weißer Punkte auf dem Vorderflügel. Auf der Hinterflügelunterseite sind die schwarzen Adern oft mit weiß verbreitert.

### Raupe
Die Raupe ist auf dem Rücken und den Seiten bläulich-weiß und wird zu den Beinen hin rotbraun. Über den Körper verlaufen rötlich schwarze Querstreifen, die durch gelben Bänder oder gelbe Punkte getrennt sind. Die Kopfkapsel ist weißlich und trägt ein schwarzes Dreieck in der Mitte. Im zweiten Raupenstadium werden die für die Tribus Danaini typischen fleischigen Fortsätze sichtbar. Ein Paar befindet sich am Thorax (Segment 2) und zwei Paare befinden sich am Abdomen (Segment 5 und 11).

### Puppe
Die Puppe ist weiß-grün bis grün, selten blass rosa und hat mehrere goldene Punkte und ein schwarzes Band mit goldenen Rändern über den Abdomen. Sie hat die Form der Puppe von Danaus plexippus, ist aber etwas schlanker.

## Mimikry
In Gebieten, wo der Monarchfalter nur selten vorkommt, im Südwesten und Südosten der USA, dient Danaus gilipus statt des Monarchfalters als Mimikry-Vorbild für Limenitis archippus. Vom östlichen Texas bis Florida ahmt die rotbraune Unterart L. archippus floridensis D. gilippus berenice nach und vom westlichen Texas bis Arizona ahmt die braune Unterart L. archippus obsoleta D. gilipus strigosus nach.

## Vorkommen
Danaus gilippus ist von den südlichen USA, auf den Großen Antillen einschließlich der Bahamas und in Südamerika, einschließlich der Galapagos-Inseln, bis Uruguay, Paraguay und bis in den Süden Argentiniens verbreitet. Die Art fehlt im Norden Brasiliens. Der Monarchfalter wird im Südosten der USA weitestgehend durch Danaus gilippus berenice und im Südwesten durch Danaus gilippus strigosus ersetzt. Die Tiere leben in lichten Wäldern und auf Feldern und kommen im Süden der USA auch in Wüsten vor.

## Lebensweise
Die männlichen Falter fliegen den ganzen Tag umher und suchen Weibchen. Bei der Balz und Paarung spielen die für die Gattung typischen Haarbüschel mit ihren Duftstoffen eine wichtige Rolle. Dazu müssen zuerst die Haarbüschel am Ende des Abdomen die Drüsen in den Taschen auf den Hinterflügeln berühren, um das Pheromon, das das Keton Danaidon (2,3-Dihydro-7-methyl-1H-pyrrolizin-1-on) enthält, aufzunehmen. Durch ein Diol haftet das Pheromon später an den Fühlern des Weibchens. Beide Substanzen sind notwendig, damit das Weibchen auf die Werbung des Männchens eingeht. Beim Werbungsflug verfolgt das Männchen das Weibchen und überholt es. Dabei bringt es seine ausgestülpten Haarbüschel mit dem Duftstoff nahe an die geruchsempfindlichen Fühler des Weibchens. Ein paarungsbereites Weibchen landet und schließt seine Flügel, andernfalls öffnet es die Flügel oder versucht zu entkommen. Wenn sich das Weibchen setzt, wird es vom Männchen mit ausgestülpten Haarbüscheln umflogen. Wenn das Weibchen die Flügel schlägt, setzt das Männchen die Balz fort und versucht es zum Fliegen zu bringen, um den Balzflug fortzusetzen. Zur Paarung landet das Männchen neben dem Weibchen und palpiert es während der Paarung und fliegt mit ihm weg. Die Weibchen können sich bis zu 15 mal paaren, was einen Rekord unter den Schmetterlingen darstellt.
Das Pheromon wird aus Pyrrolizidinalkaloiden gewonnen, welche die Tiere aus dem Saft von Pflanzen aufnehmen. Die Männchen können oft dabei beobachtet werden, wie sie deshalb an verletzten oder verwesenden Pflanzen saugen.
Mit den Fühlern können die Weibchen neben dem Danaidon auch den Geruch von Blütennektar wahrnehmen. Mit allen Beinen können sie geeignete Eiablagepflanzen erkennen. Die blassgrünen Eier werden einzeln auf Blätter, Stiele und Blüten der Raupennahrungspflanzen abgelegt.
Die Falter überwintern im Süden ihres Verbreitungsgebiets.

### Entwicklung
Die Raupen ernähren sich von Blättern, Blüten und Stängeln der Nahrungspflanzen. Sie bilden keine Nester und leben einzeln. Sie können über ihre Nahrungspflanzen Herzglykoside, etwa Calactin und Calotropin, aufnehmen, die sie und die späteren Puppen und Falter für Fressfeinde ungenießbar machen. Die Aufnahme ist schlechter als beim Monarchfalter und die Tiere sind im Durchschnitt weniger giftig.

### Nahrung der Raupen
Die Nahrungspflanzen der Raupen gehören alle zur Unterfamilie der Seidenpflanzengewächse:
- Gattung Asclepias: Indianer-Seidenpflanze (A. curassavica), A. amplexicaulis, A. albicans, A. erosa, A. fascicularis, A. mexicana, A. humistrata, A. nivea, A. asperula, A. subulata, Knollige Seidenpflanze (A. tuberosa ssp. rolfsii)
- Stapelien
- Gattung Funastrum: F. hirtellum, F. clausum (auf Jamaika), F. cynanchoides
- Gattung Matelea: M. hirsuta, M. carolinensis,
- Gattung Cynanchum: C. palustre, C. angustifolium

Auf Jamaika wird auch Calotropis procera angenommen.

### Flugzeiten
Die Falter fliegen ab dem südlichen Texas und Florida das ganze Jahr hindurch. Im südlichen Kalifornien und Nevada fliegen sie von April bis November. Im Frühjahr wandert Danaus gilippus nach Norden aus dem nördlichen Florida und wandert von August bis Oktober zurück nach Süden. Größere Wanderzüge mit Kolonien ruhender Falter sind bis nach Colorado beobachtet worden.

## Systematik
Die Einordnung von Danaus gilippus innerhalb der Gattung ist nicht abschließend geklärt. Er ist so sehr mit dem Afrikanischen Monarch (Danaus chrysippus) genetisch verwandt, dass beide entweder als Schwesterarten betrachtet werden oder D. gilippus als Unterart von D. chrysippus angesehen wird. Die Falter beider „Arten“ sind aufgrund ihres variablen Aussehens nicht eindeutig zuordenbar.